# Lízino první slovo
Lízino první slovo (v anglickém originále Lisa's First Word) je 10. díl 4. řady (celkem 69.) amerického animovaného seriálu Simpsonovi. Scénář napsal Jeff Martin a díl režíroval Mark Kirkland. V USA měl premiéru dne 3. prosince 1992 na stanici Fox Broadcasting Company a v Česku byl poprvé vysílán 7. října 1994 na stanici ČT1.

## Děj
Rodina Simpsonových se neúspěšně snaží přimět Maggie, aby promluvila, což Marge inspiruje k tomu, aby se podělila o příběh Lízina prvního slova. 
Příběh se vrací do roku 1983, kdy dvouletí Homer, Marge a Bart žili v bytě na východě Springfieldu. Marge je opět těhotná a upozorňuje Homera, že pravděpodobně budou potřebovat větší byt. Po prohlídce několika nevhodných nemovitostí si koupí dům na Evergreen Terrace se zálohou 15 000 dolarů z prodeje dědečkova domu. V roce 1984 se tam Simpsonovi přestěhují a seznámí se se svými sousedy, Nedem Flandersem a jeho rodinou. 
Šáša Krusty mezitím začne propagovat svůj řetězec Krusty Burger na Letních olympijských hrách 1984. Propagace spočívá ve hře „Stírej a vyhraj“, v níž mohou zákazníci vyhrát Krustyho hamburgery zdarma, pokud Amerika získá zlatou medaili, ale herní karty jsou zmanipulované tak, aby na nich byly uvedeny sporty, které s největší pravděpodobností vyhrají sportovci z komunistických zemí. Pak ale Krusty dostane zprávu o sovětském bojkotu olympiády, kvůli kterému přijde o 44 milionů dolarů ze všech hamburgerů, jež bude muset rozdat. 
Bart se bude muset vzdát své postýlky kvůli novému dítěti, a tak mu Homer postaví novou postel ve tvaru klauna, ale Bart se jí bojí. Narodí se Líza, které se dostává veškeré pozornosti; Bart si ji okamžitě oblíbí. Chystá se utéct, když Líza řekne své první slovo: „Bart.“. Je nadšený a Marge mu vysvětlí, že ho Líza zbožňuje. Bart a Líza se objímají a připadá jim legrační, že oba říkají Homerovi jménem, a ne „Tati.“, jak si přeje. 
V současnosti Homer ukládá Maggie do postele; jakmile zhasne světlo a zavře dveře, Maggie si vyndá z pusy dudlík a řekne: „Tati.“.

## Produkce
Díl napsal Jeff Martin a režíroval jej Mark Kirkland. Scenáristé Simpsonových Mike Reiss a Al Jean se bavili o tom, že by chtěli natočit epizodu, kde by Maggie řekla své první slovo, a Reiss si myslel, že by bylo roztomilé, kdyby řekla „Tatínek.“, když ji nikdo neslyší. Napsáním epizody byl pověřen Jeff Martin, protože už v minulosti natočil jinou retrospektivní epizodu Jak jsem si bral Marge. Martin byl nadšený, že může udělat další retrospektivní díl, protože se domníval, že je zábavné podívat se do starých novin a vrátit se zpět a zjistit, co se psalo ve zprávách v letech 1983 a 1984. Martin měl pocit, že je to dobrý způsob, jak najít novou sadu věcí, o kterých se dá vtipkovat. Prodloužený gaučový gag byl přidán, protože epizoda byla asi o půl minuty kratší, než měla být.
V epizodě Homer staví pro Barta strašidelnou postel ve tvaru klauna. Scéna byla inspirována Mikem Reissem, kterému otec postavil postel ve tvaru klauna, když byl mladší, a stejně jako Bart se v ní Reiss bál spát. Když retrospektiva začíná v roce 1983, mladý Homer se prochází po ulici a zpívá si píseň Cyndi Lauperové „Girls Just Want to Have Fun“, která vyšla ve stejném roce. S nápadem na tuto pasáž přišel režisér animace Chuck Sheetz, který ji navrhl, protože délka finální verze epizody byla příliš krátká. Cenzoři společnosti Fox napsali poznámku týkající se Homerovy hlášky „Bart mi může políbit můj chlupatý, žlutý zadek!“ poté, co Marge řekne Homerovi, že by Bart mohl žárlit na malou Lízu, s odkazem na to, že tato hláška je považována za „hrubou“, vzhledem k tomu, že Bartovi byly v retrospektivě dva roky.
První slovo Maggie obstarala oscarová herečka Elizabeth Taylorová, která se měla namluvit i ve finále 4. řady Šáša Krusty je zrušen – Šáša Krusty má padáka. Při propagaci epizody producenti zpočátku neprozradili, kdo bude hlasem Maggie, což vyvolalo spekulace o identitě herečky. Ačkoli šlo jen o jedno slovo, hlas vyšel „příliš sexy“ a Taylorová musela roli nahrát několikrát, než byli producenti spokojeni a usoudili, že zní jako dítě. Několik zdrojů, včetně článku Johna Ortveda o historii Simpsonových Simpsons Family Values v časopise Vanity Fair, uvádí, že poté, co Taylorovou donutili hlášku opakovaně nahrát, řekla tvůrci seriálu Mattu Groeningovi „Jdi do prdele.“ a odešla ze studia. Groening tuto událost vylíčil v roce 1994 v pořadu Late Night with Conan O'Brien a v roce 2007 ho také citoval deník New York Daily News: „Udělali jsme 24 nahrávek, ale vždycky byly příliš sexy. Nakonec Liz řekla: ‚Jdi do prdele‘ a odešla.“. Groening však později tuto historku popřel v komentáři na DVD k dílu Na pranýři, zatímco Jean v článku po smrti Taylorové v roce 2011 uvedl, že Taylorová vulgaritu řekla v žertu a Maggiiným hlasem a neutekla. Nancy Cartwrightová se o incidentu zmiňuje také ve své knize My Life as a 10-Year-Old-Old Boy, ale uvádí, že Taylorová použila vulgarismus žertovně jako úvodní zvukovou zkoušku pro Sama Simona.

## Kulturní odkazy
V titulku Springfieldského šmejdila ze dne, kdy se Líza narodila, je použit tehdejší reklamní slogan společnosti Wendy's. Mondale, kandidát v prezidentských volbách v roce 1984, použil frázi „Kde je hovězí?“ na předvolebním shromáždění v roce 1984, když se vysmíval jednomu ze svých protikandidátů. V epizodě se objevuje kreslený film Itchy a Scratchy s názvem 100-Yard Gash, který využívá hudbu z filmu Ohnivé vozy z roku 1981.
Olympijská propagace Krustyho Burgeru volně vychází z olympijské propagace společnosti McDonald's z roku 1984, v níž mohli návštěvníci McDonald's vyhrát Big Mac, hranolky, nápoj nebo dokonce peněžní odměnu až 10 000 dolarů, pokud tým USA získal medaili v návštěvníkem uvedené disciplíně. McDonald's na této propagaci prodělal miliony kvůli bojkotu Letních olympijských her 1984 Sovětským svazem, což se stalo i Krustymu. V jednom okamžiku epizody se doktor Dlaha zmiňuje o olympijské medailistce v gymnastice Mary Lou Rettonové.

## Přijetí

### Kritika
Po odvysílání epizoda získala od televizních kritiků převážně pozitivní hodnocení. Warren Martyn a Adrian Wood, autoři knihy I Can't Believe It's a Bigger and Better Updated Unofficial Simpsons Guide, uvedli, že epizoda je „přesvědčivým portrétem mladého manželství a strádání v dobách Reaganomiky – a největší jméno, které v ní hostuje, dostane to nejmenší, ale nejvýznamnější slovo“. Když byl Paul Lane z Niagara Gazette požádán, aby vybral svou nejoblíbenější epizodu z 1.–20. řady Simpsonových, vybral čtvrtou řadu a vyzdvihl „roztomile vtipný“ díl Lízino první slovo. David Johnson z DVD Verdict díl označil za „jednu z nejlepších retrospektivních epizod“. Dave Manley z DVDActive v recenzi Simpsonových uvedl: „Vždyť je to jenom jedna z nejlepších epizod.“. Gregory Hardy z Orlando Sentinel ji označil za čtrnáctou nejlepší epizodu seriálu se sportovní tematikou (v tomto případě olympijské hry).
Výkon Elizabeth Taylorové v roli Maggie byl kritiky chválen. Server IGN ji označil za třináctého nejlepšího hosta v historii seriálu. Taylorová se také objevila na seznamu 25 nejoblíbenějších hostujících hvězd Simpsonových, který sestavil server AOL. Todd Everett v časopise Variety označil poslední scénu epizody, v níž Maggie pronese své první slovo, za „docela srdceryvnou“. Dodal, že „asi není překvapením, že obsazení Elizabeth Taylorové do role hlasu pro první slovo malé Maggie Simpsonové bylo reklamním trikem. (…) Nevadí, dotyčná epizoda přinesla dobře propracovaný pohled na mnohočetné atrakce seriálu.“ Nathan Ditum z Total Filmu označil její výkon za nejlepší hostující vystoupení v historii seriálu. Dne 3. dubna 2011 odvysílala stanice Fox reprízu epizody na památku Taylorové poté, co 23. března zemřela.

### Hodnocení
V původním americkém vysílání díl sledovalo 28,6 milionu diváků, čímž se stal nejsledovanější epizodou řady. V týdnu od 30. listopadu do 6. prosince 1992 skončil na třináctém místě v žebříčku sledovanosti s ratingem 16,6. Epizoda byla v tomto týdnu nejlépe hodnoceným pořadem na stanici Fox a získala nejvyšší celostátní rating pořadu podle agentury Nielsen od epizody druhé řady Bart propadá odvysílané 11. října 1990.

## Odkaz

### „Nemůžu spát, sežere mě klaun“
Scéna, kdy se malý Bart nechce vzdát spaní v postýlce, aby uvolnil místo své novorozené sestře, byla inspirována událostí z dětství scenáristy Simpsonových Mikea Reisse. Když si Homer všimne Bartovy náklonnosti k Šášovi Krustymu, ale nemůže si dovolit profesionálně postavenou postel s Krustyho motivem, rozhodne se postavit postel s Krustyho podobiznou, aby svého syna potěšil. Kvůli Homerovým špatným dovednostem však postel získá zlověstný vzhled a Barta vyděsí, zejména v potemnělém pokoji. Během první noci v nové posteli si Bart představuje, že obličej na čele postele ožívá. Druhý den ráno se Bart schoulí a opakovaně pronáší větu „Nemůžu spát, sežere mě klaun.“. Tato hláška inspirovala Alice Coopera k písni „Can't Sleep, Clowns Will Eat Me“ z alba Dragontown z roku 2001.

## Vydání
Díl byl původně vysílán na stanici Fox ve Spojených státech 3. prosince 1992 a v roce 1999 byla vybrán k vydání ve video kolekci vybraných epizod s názvem The Simpsons: Greatest Hits. Dalšími epizodami zařazenými do sady kolekce byly díly Vánoce u Simpsonových, Skinner – sladký nepřítel, Kam s odpadem? a Bart propadá. Epizoda byla zařazena do DVD sady 4. řady Simpsonových, která vyšla 15. června 2004 pod názvem The Simpsons – The Complete Fourth Season. Epizoda byla opět zařazena do DVD sady Greatest Hits vydané v roce 2003, ale tentokrát sada neobsahovala díl Kam s odpadem?